# District de Sagar
Le district de Sagar est un district de l'État du Madhya Pradesh en Inde centrale. La ville de Sagar est son centre administratif.
Ce district comporte le site archéologique d'Eran, comportant des vestiges de l'empire gupta. Différentes monnaies et inscriptions du Ve siècle et VIe siècle on permis de retracer certaines événements historiques de cette période du monde indien.